# 吳九州
吴九州，辽朝画家，燕地（今北京市附近）人。
吴九州作为画家善于画鹿，他的绘画能穷尽蕃鹿之态。牛鹿、马鹿，养茸、退角、老嫩的区别，没有不极近相似的。